# Barberton (Ohio)
Barberton – miasto w Stanach Zjednoczonych, w hrabstwie Summit, w stanie Ohio.
Liczba mieszkańców w 2000 roku wynosiła 28 031 osoby.

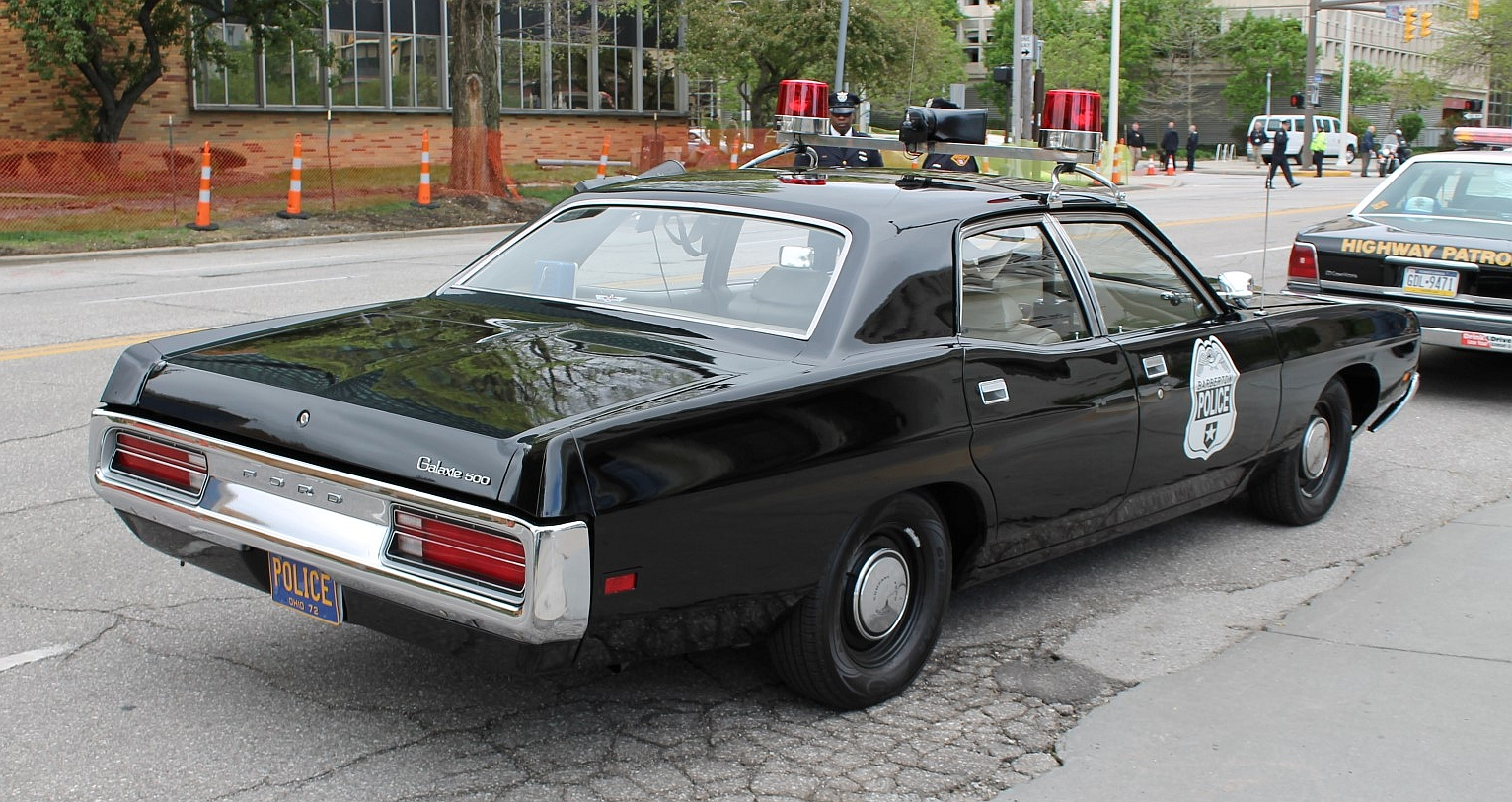
Radiowóz (Ford Galaxie 5000) w Barberton (2014)
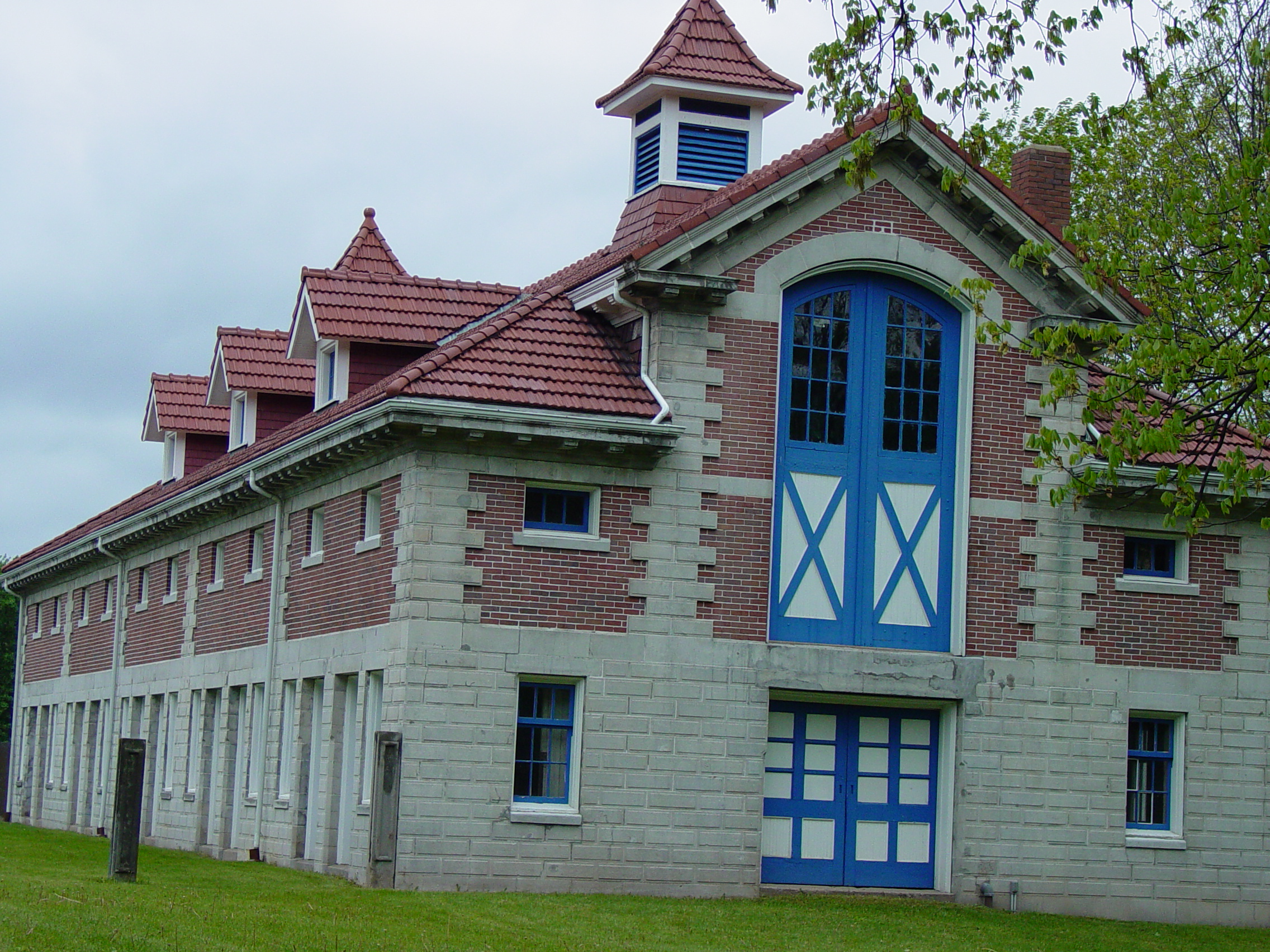
Zabytkowy budynek świniarni na terenie miasta